# Spící Venuše
Spící Venuše (italsky Venere dormiente) je obraz italského renesančního malíře Giorgioneho.
Obraz, patřící k nejznámějším výtvarným dílům vůbec, je jednou z nemnohých prací, jejichž Giorgioneho autorství je bezpečně doloženo. Vznikl kolem roku 1510, krátce před umělcovou smrtí.
Kompozice obrazu je poměrně jednoduchá. Antická bohyně lásky spí v otevřené krajině. Její mladé bělostné tělo je krásné jako sama příroda za ní. Erotickou smyslnost obrazu vyvolává nejen Venušina póza ale i její červené rty, rudé závěsy a bílá saténová pokrývka, na které leží. Příroda v pozadí je klidná stejně jako klidný je Venušin spánek. Její tělo, svými křivkami kopírující nerovnosti okolní krajiny, je jakoby součástí přírody.
Po Giorgioneho smrti zůstalo dílo nedokončené. Na jeho dotváření se podílel Tizian, Giorgioneho současník. Nedá se s určitostí říci, zda podle původního Giorgioneho záměru měla dívka na obraze představovat Venuši nebo šlo o portrétní malbu konkrétní osoby. O to, že jde skutečně o antickou bohyni se "postaral" Tizian, který k jejím nohám domaloval postavu Kupida, tradičního Venušina společníka a pomocníka. Kupid však byl v pozdějším období při přemalbě odstraněn.
Giorgioneho Spící Venuše inspirovala dvě další světoznámá díla – Tizianovu Urbinskou Venuši a Olympii francouzského impresionistického umělce Édouarda Maneta.
Obraz se v roce 1699 stal majetkem saského kurfiřta Augusta II., který ho vystavil ve svém kabinetu umění a kuriozit na zámku Zwinger. Po vzniku drážďanské Gemäldegalerie se stal jedním z jejích největších klenotů.